# Jugoslávie na Letních olympijských hrách 1972
Jugoslávii na Letních olympijských hrách 1972 v německém Mnichově reprezentovalo 126 sportovců, z toho 113 mužů a 13 žen v 15 sportech.

## Medailisté
| Medaile | Jméno | Sport  | Disciplína                     |
| ------- | --- | ------ | ------------------------------ |
| Zlato   | Mate Parlov | Box    | Muži váha polotěžká do 81 kg   |
| Zlato   | Zoran Živković Abas Arslanagić Miroslav Pribanić Đorđe Lavrnić Slobodan Mišković Hrvoje Horvat Branislav Pokrajac Zdravko Miljak Milan Lazarević Nebojša Popović Zdenko Zorko Dobrivoje Selec Albin Vidović | Házená | Turnaj mužů                    |
| Stříbro | Josip Čorak | Zápas  | muži řecko-římský do 90 kg     |
| Bronz   | Zvonimir Vujin | Box    | Muži velterová váha do 63,5 kg |
| Bronz   | Milan Nenadić | Zápas  | muži řecko-římský do 82 kg     |